# (500) Selinur
(500) Selinur est un astéroïde de la ceinture principale.

## Description
(500) Selinur est un astéroïde de la ceinture principale découvert par Max Wolf le 16 janvier 1903 à Heidelberg.

## Nom
L'astéroïde est nommé en référence à Selinur, personnage du roman Auch Einer (de) (1879) de l'écrivain allemand Friedrich Theodor Vischer (1807-1887).
Dans l'histoire, Selinur représente une déesse celte de la lune, dont le symbole est la demi-lune, attaquée par l'esprit maléfique Grippo, responsable de la propagation de la grippe au sein de la population masculine du village. Afin de combattre le mal, les villageois organisent toutes sortes de concours, cultes et autres procédures à base de toux.